# Song Lizong
Song Lizong (宋理宗), född 1205, död 1264, var den fjortonde kejsaren under den kinesiska Songdynastin (960-1279) och regerade 1224-1264. Hans personliga namn var Zhao Yun (赵昀).
Kejsar Lizong tillträdde kejsartronen år 1224 efter att hans adoptivfar kejsar Ningzong avlidit. Fram till 1232 styrde han i samregering med sin företrädares änka, änkekejsarinnan Yang. Kejsar Lizong har, liksom hans två företrädare, betraktats som tre enfaldiga och inkompetenta ledare.
Under kejsar Ningzongs regeringstid påbörjar mongolerna sin inversion av Kina. Ögedei khan gjorde några anfall på 1230-talet i Sichuan, och år 1253 beordrade Möngke khan sin bror Khubilai att invadera västra delarna av Songdynastin och kungariket Dali erövrades 1254. Efter mycket förberedelser attackerade Songdynastin igen 1258. Dock blev Möngke sjuk och dog 1259 i Sichuan, och inversionsplanerna avbröts för flera år framåt.
Efter att Lizong avlidit 1264 efterträddes han av sin adoptivson kejsar Duzong. Kejsar Lizong begravdes liksom sex av Södra Songs kejsare i Shaoxing, Zhejiang.